# Austrocarina
Austrocarina é um gênero de gastrópodes pertencente a família Horaiclavidae.
Foi anteriormente incluído na família Pseudomelatomidae.

## Espécies
- Austrocarina recta (Hedley, 1903)